# Possessioni terrene
Possessioni terrene è un volume di fumetti dedicato alle avventure di Angel, il protagonista della serie televisiva spin-off di Buffy l'ammazzavampiri.
Questo volume raccoglie i fumetti 5-6-7 della serie regolare che la casa editrice Dark Horse Comics ha dedicato al vampiro con l'anima durante la sua prima stagione televisiva. Queste pubblicazioni (come l'intera serie regolare) non sono considerate canoniche.
Il volume non è mai stato pubblicato in Italia.

## Trama

### Parte 1
- Testi: Christopher Golden & Tom Sniegoski
- Disegni : Christian Zanier
- Colori : Guy Major
- Inchiostro : Andy Owens
- prima pubblicazione USA: Earthly Possessions, part one (5 marzo 2000)

Una nuova visione di Doyle porta Angel a casa di Meredith Stuart. La donna crede che il misterioso visitatore sia stato mandato da Padre Noe, un esorcista scomunicato dalla Chiesa. Meredith racconta ad Angel di come il marito sia profondamente cambiato , sia diventato malvagio. Sam Stuart è un avvocato. Angel lo vede in azione in tribunale e cerca informazioni su di lui sia chiedendo a Kate sia facendo fare ricerche a Cordelia. A questo punto si reca nuovamente a casa Stuart dove il marito sta terrorizzando la moglie. Di fronte al vampiro emerge finalmente la vera natura demoniaca che ha preso possesso dell'avvocato.

### Parte 2
- prima pubblicazione USA: Earthly Possessions, part two (12 aprile 2000)

Sam Stuart viene esorcizzato e sconfitto da Angel anche grazie all'intervento di Padre Gaetano Noe. Tuttavia l'ambiguità di questo personaggio rende sospettoso il vampiro che chiede a Doyle di raccogliere informazioni su di lui. L'incarico non viene portato a termine perché gli eventi della settimana successiva portano alla morte di Doyle (mostrata nell'episodio Morte di un eroe (Angel 1x09)). La Angel Investigazioni è chiamata ad intervenire in un nuovo caso di esorcismo e, ancora una volta, Angel si ritrova a lavorare insieme a Padre Noe. Prima di essere sconfitto dai due, il demone impossessatosi dell'attrice emergente Julie Robertson afferma di aver già conosciuto il prete esorcista. Angel è sempre più sospettoso.

### Parte 3
- prima pubblicazione USA: Earthly possessions, part three (maggio 2000)

Angel è determinato ad andare fino in fondo e scoprire chi è veramente Padre Gaetano Noe. La Wolfram & Hart ne è consapevole e decide di non proteggere più il suo cliente, abbandonandolo al suo destino. Noe prova a scagliare contro il vampiro i demoni con cui si è alleato ma vengono tutti sconfitti da Angel. Non gli resta che fuggire per sempre da Los Angeles lasciando il vampiro alle prese con 4 persone possedute. Per liberarle, Angel si rivolge all'ex moglie di Doyle, Harry, a cui chiede anche perdono per non aver saputo proteggere l'ex marito.

## Collocazione
Doyle vorrebbe dichiararsi a Cordelia ma non ne ha il coraggio dopo le affermazioni spregevoli della ragazza contro i demoni fatte nell'episodio Cuori solitari (Angel 1x02); sempre Doyle, inoltre, dice di voler ricontattare l'ex-moglie Harry apparsa nell'episodio Addio al celibato (Angel 1x07).
Il fumetto n°5 e le prime 8 pagine del fumetto n°6 sono ambientate una settimana prima dell'episodio Morte di un eroe (Angel 1x09).
La pagina successiva del fumetto n°6 (e tutto il resto della storia) ci porta invece all'indomani dei fatti accaduti in quell'episodio: Cordelia si tocca le labbra appena baciate da Doyle e ancora non sa di aver ricevuto il dono delle visioni.